# キュウリウオ
キュウリウオ（胡瓜魚、学名：Osmerus mordax dentex）は、キュウリウオ目キュウリウオ科キュウリウオ属の海水魚。

## 概要
北海道沿岸をはじめ、日本海北部、オホーツク海、北太平洋の、おおむね北緯40度以北の冷水域に分布している。日本では北海道のみに生息する。漁獲したばかりの鮮魚の状態では、胡瓜に似た青臭いにおいがあるため、この和名がある。
円筒形の細長い体型を持つ。体色は銀色。シシャモに似ているが、それよりも大振りで、20cm以上になる。頭部は下あごが突き出た「受け口」になっており、下あごに円錐形の鋭い歯が数本ある。鱗はシシャモより細かい。産卵期は晩春から初夏である。産卵後は夜明け前に海に戻る。プランクトンやイカを捕食する。

## 近縁種
- ニジワカサギ Osmerus mordax mordax, Mitchill, 1814 - 標準変種

## 利用

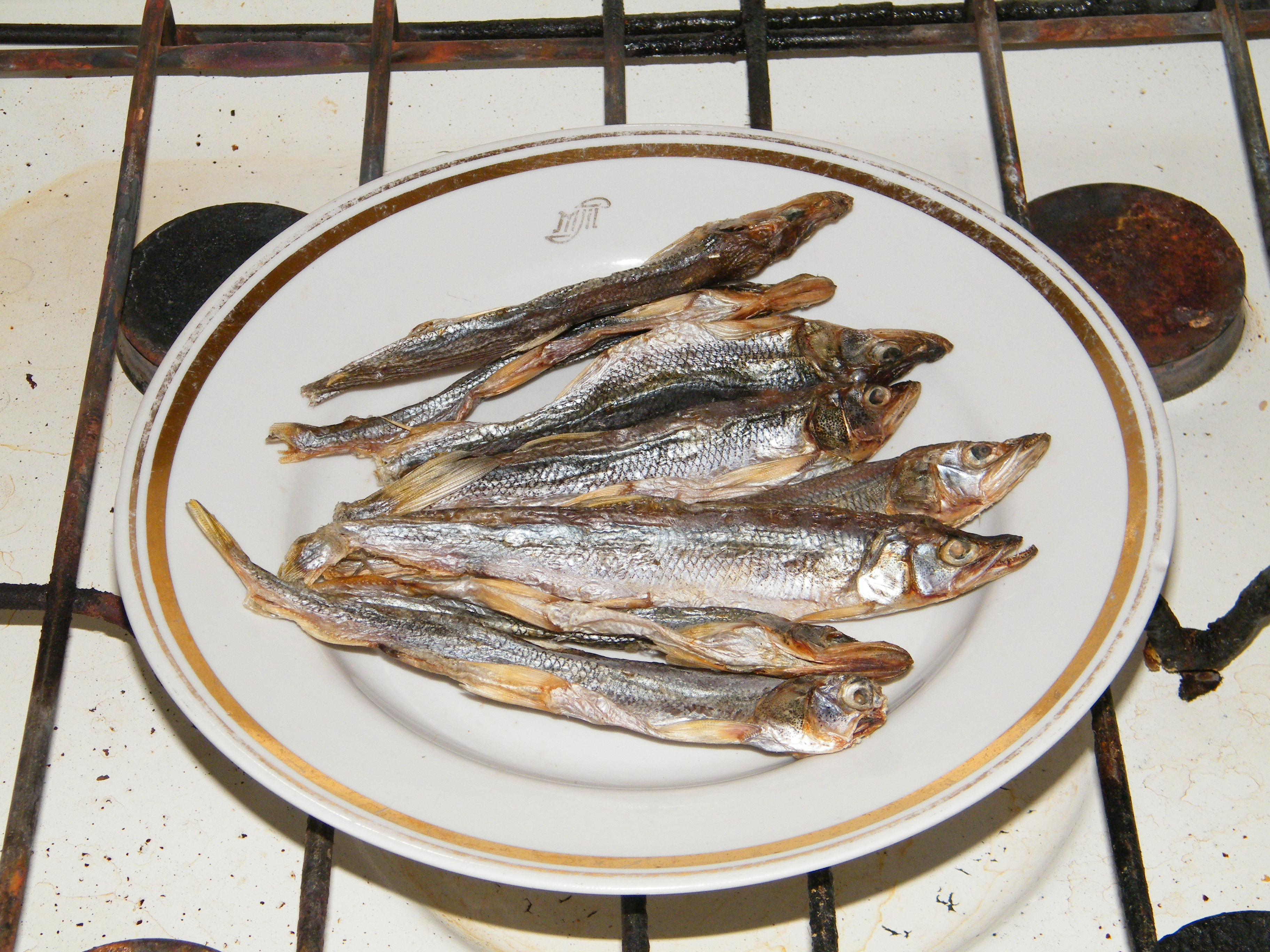
ロシアのキュウリウオ干物

北海道では「キュウリ」の愛称で知られ、生や冷凍、一夜干しなどの状態で食材として市場に出回っており、焼き魚・唐揚げ・天ぷらなどに利用される。癖のある匂いだが、刺身にすると美味である。ただし、他のキュウリウオ科のチカやワカサギ同様、寄生虫のリスクを考慮すべきである。